# الخطاب الفلسفي للحداثة
يورغن هابرماس[[]]
"الخطاب الفلسفي للحداثة".. كتاب للفيلسوف الألماني يورغن هابرماس
كتب - جعفر الديري:
مؤلف هذا الكتاب، من أهم علماء الاجتماع والسياسة، وواحد من أركان مدرسة فرانكفورت النقدية إلى جانب ماكس هوركهايمر، وتيودور أدورنو، وهو الفيلسوف وعالم الاجتماع الألماني المعاصر يورغن هابرماس.
ويعد كتاب "الخطاب الفلسفي للحداثة" لهابرماس، كما جاء في مقدمة الناشر "دار الحوار للنشر"، "بما يحتويه من موضوعات متعددة وبالعمق الذي يعالج فيه مواده، ظاهرة فلسفية قائمة بذاتها تتوخى الشمول والدقة. وهو يواجه نقدياً التراث الفلسفي الغربي منذ عصر الأنوار حتى يومنا هذا. ويبدو من العنوان أنه اتخذ من الحداثة التي هي حسب قول هابرماس مشروع لم يكتمل، منطلقاً له. وهو لم يتوان عن نقدها كلما سنحت له الفرصة بذلك وصولاً إلى نقد العقل المتمركز على الذات. وكان من الطبيعي أن يبدأ الكتاب بهيغل الذي هو أول منظر للحداثة بمصطلحيه العقل والذاتية، دون أن ينتهي بهايدغر وحده الذي كان يصبو إلى تهديم الميتافيزيق الغربي للخروج من سجن الحداثة التي حاولت طمس الروح الألمانية في أصالتها الأولى".
تدور نصوص هابرماس حول إشكال مركزي، إشكال الحداثة وعلاقة الذات بالآخر، وقد تبلور هذا الإشكال عند هابرماس إبان حقبة الحكم النازي في ألمانيا الذي تأسس على مبدأ تفوق الذات الألمانية والعرق الآري، مرتكباً -والحديث هنا عن الحكم النازي- فظاعات بحق الأجناس والأعراق الأخرى المختلفة عنه، وقد تحدث هابرماس عن هذا قائلاً "أنتسب إلى جيل المثقفين الألمان الذين كبروا خلال المرحلة النازية، ونضجوا ثقافياً عند نهاية الحرب العالمية الثانية، وعاشوا في إطار جمهورية ألمانيا الفدرالية، وأصبحوا أساتذة لما بدأ طلبة فترة الستينيات يتمردون ويثورون..
"النقد الفلسفي المعاصر.. مصادره الغربية وتجلياته العربية".. د. محمد نور الدين أفايـة.
"وتهدف فلسفة هابرماس للتأسيس لأخلاق تواصلية تقوم على أساس الاعتراف بالآخر والتحاور معه دون ادعاء أي من الطرفين بامتلاك الحقيقة داخل فضاء عمومي مشترك، وقد اتسم مشروعه بنقد النتائج المدمرة التي أفضت إليها صيرورة العقلانية المستمرة لكل أشكال الحياة المعيشة من جهة. ومن جهة أخرى يؤكد تمسكه بالمشروع التنويري ووعوده التحررية مناهضا بذلك الجيل الأول من مدرسة فرانكفورت نفسها الذين أبدوا يأساً من المشروع الحداثي.
يشار إلى أن الكتاب، هو الرابع لهابرماس الذي يقدمه الكاتب والمترجم السوري حسن صقر، المجاز في علوم الجغرافيا والتربية واللغة الألمانية وآدابها، والذي صدرت له عدة أعمال مترجمة في مجال الفلسفة والميثولوجيا والآداب، منها: المعرفة والمصلحة ليورغن هابرماس؛ مكافحاً ضد عصره لرودولف شتاينر؛ البطل بألف وجه لجوزيف كامبل؛ الأسس العقلانية والسوسيولوجية للموسيقى لماكس فيبر، إلى جانب عدد من الروايات والمجموعات القصصية. https://alwatannews.net/bahrain/article/865277/ صحيفة الوطن البحرينية الجمعة 10-01-2020